# オリヴァー・ヴィラドセン
オリヴァー・マーク・ローズ＝ヴィラドセン（Oliver Marc Rose-Villadsen, 2001年11月16日 - ）は、デンマーク・南デンマーク地域スナボー出身のプロサッカー選手。1.FCニュルンベルク所属。ポジションはディフェンダー。

## クラブ経歴
2010年にノアシェランのユースアカデミーに入所。2017年10月に15歳で3年間のプロ契約を締結。2019年7月に更に2022年までの契約を結び、正式にトップチームに昇格。8月11日のシルケボー戦でプロデビュー。以降出場機会も増え、2020-21シーズンはリーグ戦23試合に出場。2021-22シーズンは先発に定着した。
2024年8月12日、1.FCニュルンベルクに移籍した。

## 代表経歴
2016年からユース世代のデンマーク代表に随時招集され、2018年にはU-17代表でUEFA U-17欧州選手権に出場した。